# Michael Koschat
Michael Koschat (* 6. Oktober 1974 in Bludenz) ist ein österreichischer Politiker der Freiheitlichen Partei Österreichs (FPÖ). Seit dem 20. November 2024 ist er Abgeordneter zum Vorarlberger Landtag.

## Leben

### Ausbildung und Beruf
Michael Koschat absolvierte, nach dem Besuch einer Hauptschule, die Hotelfachschule Bludenz, 1994 legte er die Befähigungsprüfung für Hotel und Gastgewerbe ab. Anschließend war er mehrere Jahre in der Gastronomie, teils auch als Unternehmer, tätig. Er wechselte 2018 in als Angestellter die Immobilienbranche und ist heute als Immobilienbetreuer tätig.

### Politik
Koschat war von 2010 bis 2013 Teil des Gemeindevorstandes von Dalaas, von 2015 an ist er Teil der Gemeindevertretung von Satteins, ab 2023 auch hier als Teil des Gemeindevorstandes. Seit 2014 ist er für die Freiheitlichen Arbeitnehmer Vorarlbergs als Kammerrat in der Kammer für Arbeiter und Angestellte Vorarlberg tätig, 2019 wurde er in den Vorstand der Kammer für Arbeiter und Angestellte Vorarlbergs gewählt. Seit 2019 ist er auch Landesobmann der Freiheitlichen Arbeitnehmer Vorarlbergs.
Bei der Landtagswahl 2024 kandidierte er für die FPÖ an fünfter Stelle im Landtagswahlkreis Feldkirch, welcher den Bezirk Feldkirch umfasst, und wurde, nachdem Spitzenkandidat Christof Bitschi sowie Daniel Allgäuer in die Landesregierung einzogen, direkt in den Vorarlberger Landtag gewählt. Am 20. November 2024 wurde er in der XXXII. Gesetzgebungsperiode als Abgeordneter zum  Vorarlberger Landtag angelobt. Er rückte für Daniel Allgäuer nach, der Landesrat in der Landesregierung Wallner IV wurde.

### Privates
Koschat ist geschieden und Vater zweier Kinder.